# Boone megye (Iowa)
Boone megye egyike az amerikai Iowa államot alkotó 99 megyének. A megyeszékhely Boone. Lakosainak száma 26 715 fő (2020. április 1.).

## Története
1846. január 13-án alapították. Nathan Boone-ról lett elnevezve.

## Földrajza
A megye területe 1485 km². Ebből mindössze 5 km² vízfelület.

### Fontosabb autópályák
- U.S. Route 30
- U.S. Route 169
- Iowa Highway 17
- Iowa Highway 144
- Iowa Highway 210

### Szomszédos megyék
- Webster megye (északnyugat)
- Hamilton megye (északkelet)
- Story County (kelet)
- Polk megye (délkelet)
- Dallas megye (dél)
- Greene megye (nyugat)

## Népesség
A település népessége az elmúlt években az alábbi módon változott:
| Lakosok száma | 26 274 | 26 335 | 26 217 | 26 364 | 26 643 | 26 715 |
|               | 2010   | 2011   | 2012   | 2013   | 2015   | 2020   |

### Városai
| - Beaver - Berkley - Boone | - Boxholm - Fraser - Luther | - Madrid - Ogden - Pilot Mound | - Sheldahl |